# Château de Nitray
Le château de Nitray est situé sur la commune de Athée-sur-Cher, dans le département d'Indre-et-Loire. Le château fait l’objet d’une inscription au titre des monuments historiques depuis le 17 décembre 1947.

## Historique
Le château est construit au XVIe siècle pour remplacer un château plus ancien, sans doute du XIIIe siècle. 
Le commanditaire est  Aimery Lopin, maire de Tours et maître des requêtes de Louise de Savoie, mère de François Ier. Le château de Nitray est caractéristique de la Renaissance. Il passe ensuite à la famille Binet : Jean Binet (1531), Émery Binet (1560), Marie Binet, épouse de Charles Daen (1580), Pierre Binet (1600), François Daen (1642),  César Daen (1680), Mathieu Duchamp (1728) et Philippe-Jean-Baptiste Mignon, procureur du roi au bureau des finances de la généralité de Tours.
Dix-sept familles se succèdent depuis sa construction, dont la famille du général d'Empire Jean Jacques Liébert, de 1807 à 1922.

## Description
Le château se compose d'un bâtiment principal du XVIe siècle, orienté ouest-est. Du côté est, il donne sur les jardins, du côté ouest sur la cour d'honneur. Au sud de la cour d'honneur, un petit pavillon plus ancien daté du XVe siècle comme le bâtiment des communs qui limite la cour à l'ouest. La porte d'accès à cette cour est flanquée de deux tours, dont celle du midi aménagée en chapelle. Au nord-ouest, un pigeonnier seigneurial complète l'ensemble. À l'intérieur, son échelle tournante est en excellent état.
Les communs sont donc datés du XVe siècle, au rez-de-chaussée les écuries qui pouvaient recevoir jusqu'à 7 chevaux sont transformées en vestiaire et le chai est en activité depuis au moins 250 ans. Le vin AOC Touraine des vignes de Nitray y est vinifié par le propriétaire. À l'étage, les salles de réception peuvent recevoir jusqu'à 200 personnes assises.